# Ришард Нич
Рѝшард Нич (на полски: Ryszard Nycz) е полски литературен историк и теоретик.

## Биография
Ришард Нич е роден на 9 декември 1951 г. в Краков. Сътрудник в Института по литературни изследвания на Полската академия на науките (1975). Професор по полонистика в Ягелонския университет в Краков (1988). Редактор на двумесечното научно списание Teksty Drugie (от 1990).
Изследванията му са в областта на литературната теория и историята на модерната и постмодерната литература и култура.
Доктор хонорис кауза на Ополския университет (2008).
Носител на Кавалерския кръст на Ордена на възродена Полша (2005).